# 炸蜘蛛

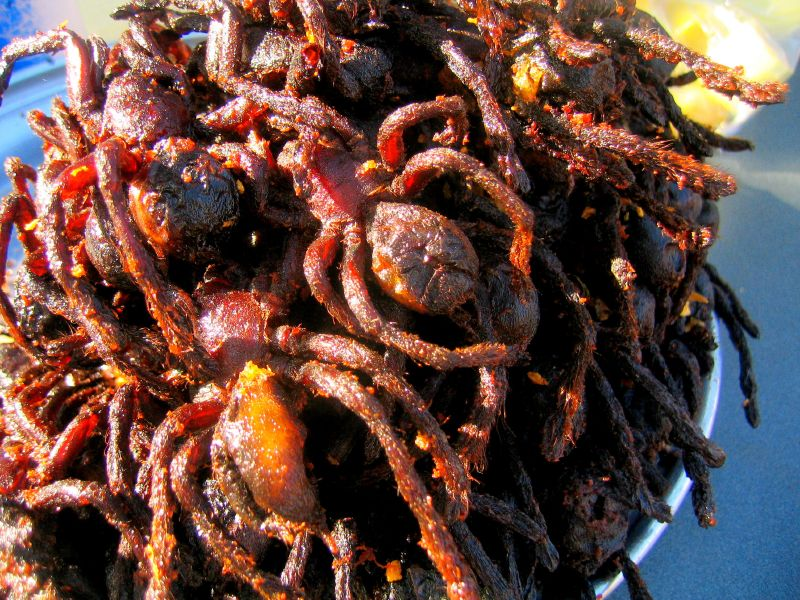
素昆鎮的市場所販賣的炸蜘蛛

炸蜘蛛是一道柬埔寨的當地小吃。位於磅湛省曾波雷县的素昆鎮之中，這種把油炸過的蜘蛛當作特產點心沿街叫賣之奇景，對於經過這個小鎮的觀光客而言成為了一種地方名勝。

## 地方背景
雖然在柬埔寨別的地方（例如金邊）也有將蜘蛛作為食材，但是素昆鎮，這個位在高速公路旁距離首都75（47英里）的貿易城鎮則是這項流行的中心。
這些蜘蛛是豢養在素昆北部村落地面的坑洞之中，或是從附近的森林捕獲，再來用油去炸。這項風俗是如何開始的仍不是很清楚，但有些人認為在紅色高棉的統治期間，發生了饑荒與旱災，並在波布的暴政與食物的短缺之下，人民出於無奈才開始食用蜘蛛、老鼠、蜥蜴之類的生物。:308
然而最近炸蜘蛛高人氣的現象是出現在1990年代晚期。:33
現在由於森林破壞的影響，造成蜘蛛棲息地的減少，使得蜘蛛的單價迅速飆漲。在2002年，一隻蜘蛛的單價為約300瑞爾，相當於當時的0.08美元；
但在2006年，從年初的單價300瑞爾漲價到8月的500瑞爾。

## 蜘蛛物種
這道料理所使用之蜘蛛的物種在高棉語中讀做「a-ping」，屬於捕鳥蛛科，大約有一個人的巴掌大。
在一本旅遊書中，把牠們辨識為泰國黑地老虎捕鳥蛛，拉丁學名為「Haplopelma longipes」。同時也提到，此物種的俗名為「食用蜘蛛」，且這個名稱已有超過一百年的歷史。:33

## 烹調方法

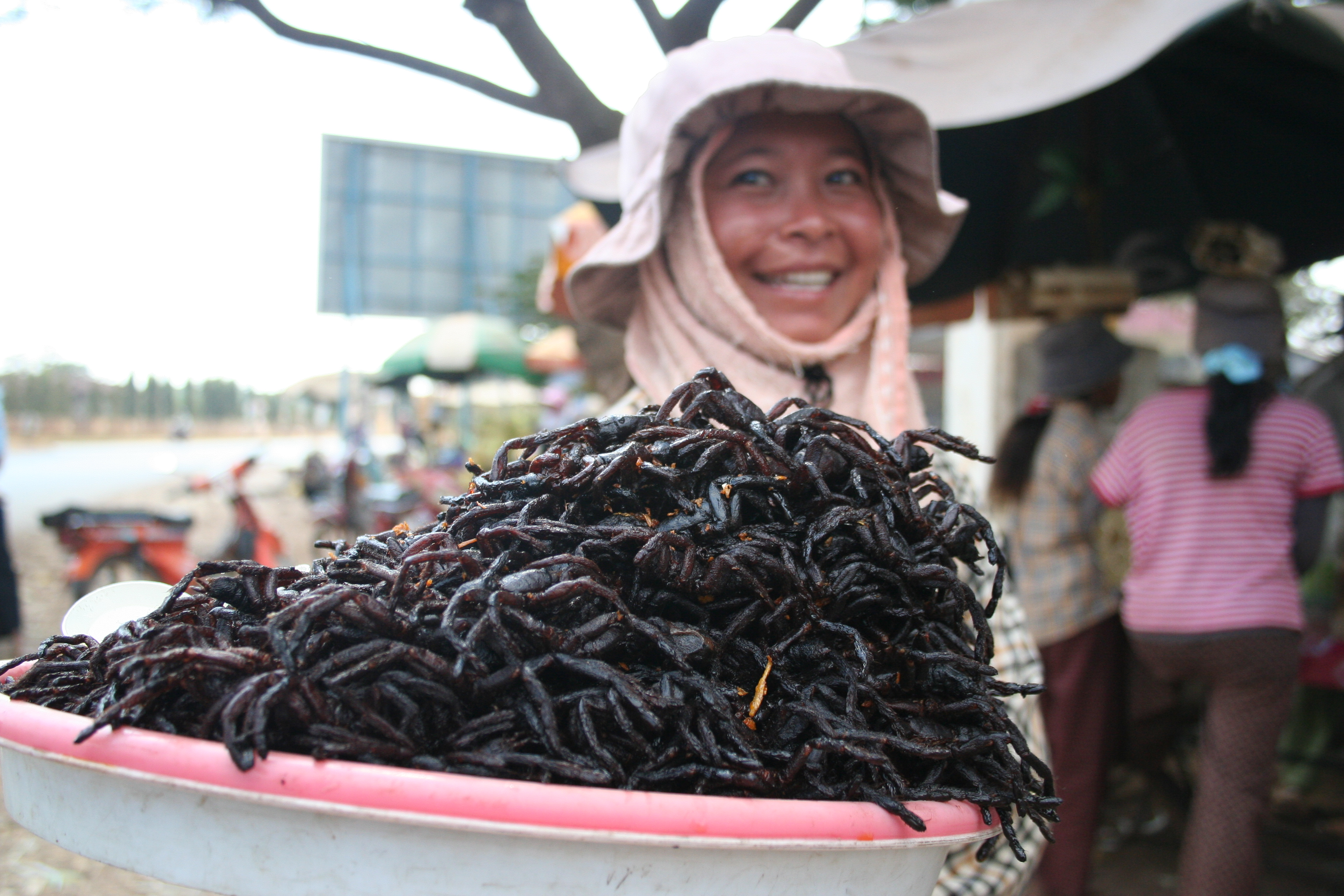
在素昆鎮的市場中叫賣炸蜘蛛的婦女。

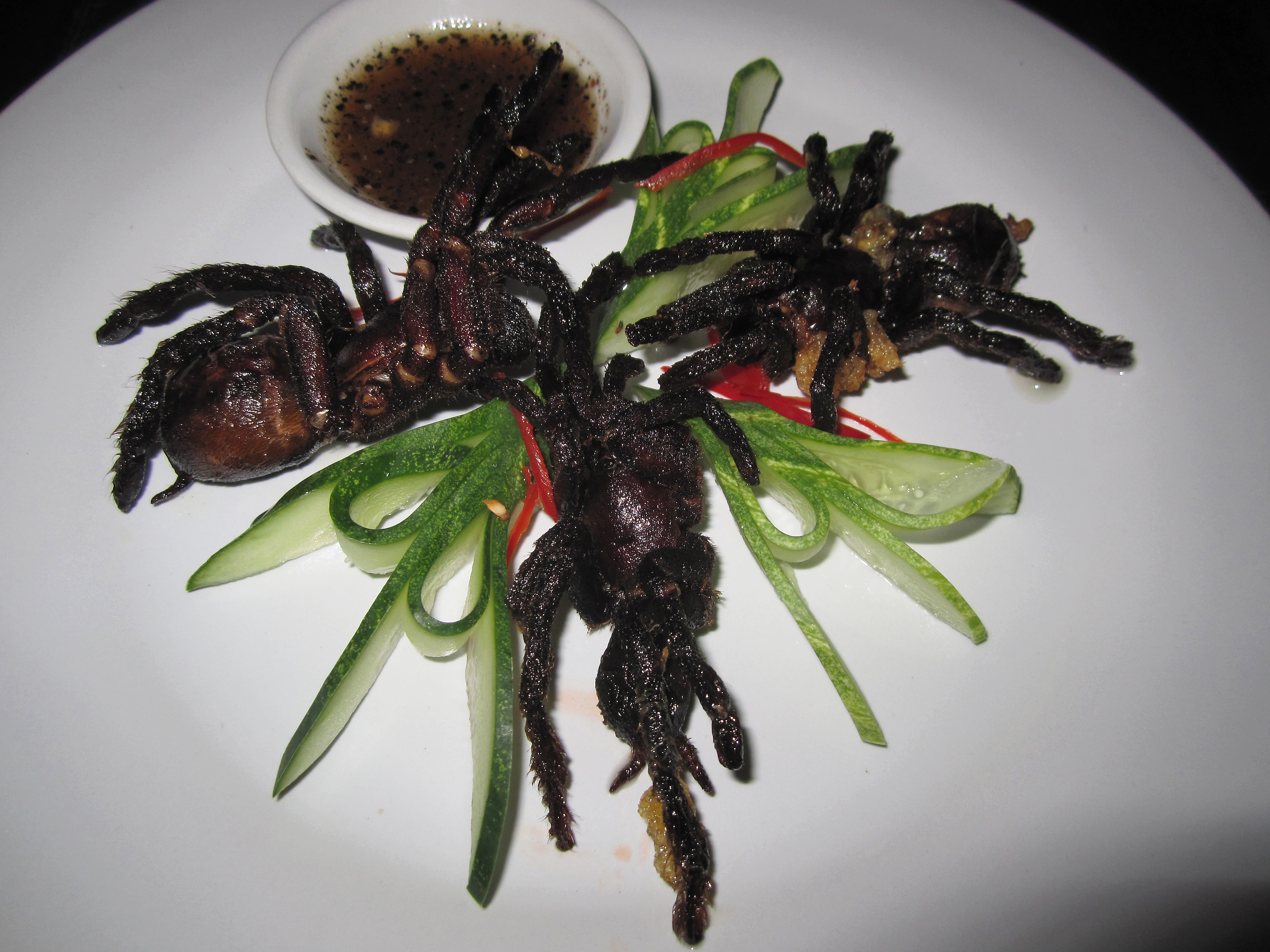
用蔬菜裝飾的炸蜘蛛開胃菜。

根據旅遊書所詳述的烹調法，是先把蜘蛛投入含有味精、砂糖、鹽巴的混合物之中，再將蒜末放到油裡面去炸，等它發出香味，接著將蜘蛛放下去跟蒜頭一起炸，直到「蜘蛛的腳幾乎完全僵硬，同時等到腹部的內容物不會那麼水的狀態時」，便可起鍋。:34
據說加熱可以除去的蜘蛛毒性。
除了油炸以外，其他的蜘蛛烹調方式尚有燒烤、以及浸泡在烈酒之中做成「蜘蛛酒」，在柬埔寨的傳統醫學中，可以作為治療腰痛與小孩子感冒的藥酒。

## 風味
炸蜘蛛的味道被形容成很平淡，「比較像是介於雞肉和鱈魚之間」，對不同的人也有吃起來像炸雞的說法。口感則是內外分明，外表酥脆，但中間柔軟「多汁」。腿部雖然沒什麼肉，不過頭部和腹部卻含有「細緻的白肉」。然而不喜歡吃它腹部的也大有人在，因為裡面的棕色漿狀物是由器官組成，有時候會含有蟲卵、甚至是糞便。使得這道菜有人稱它為佳餚，但又有人會建議不要去吃。對深諳此道的「行家」來說，炸過之後再沾上用鹽調味過的蒜頭醬是最美味的吃法。

## 其他
日本綜藝實鏡節目戀愛巴士行經柬埔寨時就有出現過炸蜘蛛，但敢嘗試的只有兩名男性成員。

## 外部連結
- YouTube上的Cambodia Fried Spider 柬埔寨的炸蜘蛛料理（英文）